# 그리고르 디미트로프
그리고르 디미트로프 디미트로프(불가리아어: Григор Димитров Димитров, 1991년 5월 16일 ~)는 불가리아의 프로 테니스 선수이다. 통산 최고 ATP 단식 랭킹은 2017년 11월 20일 달성한 3위이며, 복식 최고 랭킹은 66위이다. 디미트로프는 불가리아 선수로서는 최초이자 유일하게 세계 랭킹 10위권에 진입했으며, 역시 불가리아 선수로서는 최초이자 유일하게 통산 상금 백만 달러를 넘겨 불가리아 테니스 사상 가장 성공적인 테니스 선수가 되었다. 그는 또한 불가리아 선수로서는 최초이자 유일하게 ATP Finals(2017)와 마스터스(2017, 신시내티)에서 우승하고 ATP 투어 복식 결승에 진출(2011년, 이스트본)하였고, 불가리아 남자 선수로서 최초로 그랜드 슬램 대회 4강에 진출(2014년 윔블던 선수권 대회, 2017년 호주 오픈)하였다. 그는 프로 데뷔 전 주니어 랭킹 1위를 달성하였으며 2008년에는 윔블던 및 US 오픈 주니어 단식에서 우승하였다.
2013년을 기준으로 디미트로프는 ATP 투어 랭킹 50위에 진입한 최연소 선수이다.